# 四アルキル鉛中毒予防規則
四アルキル鉛中毒予防規則（しアルキルなまりちゅうどくよぼうきそく、昭和47年9月30日労働省令第38号）は、四アルキル鉛の安全基準を定めた厚生労働省令である。
労働安全衛生法に基づき定められたものである。
本規則は次のような構成になっている。
- 第1章 総則（第1条）
- 第2章 四アルキル鉛等業務に係る措置（第2条―第21条）
- 第3章 健康管理（第22条―第26条）
- 第4章 特定化学物質及び四アルキル鉛等作業主任者技能講習（第27条）
- 附則